# Кубок Кіпру з футболу 2020—2021
Кубок Кіпру з футболу 2020–2021 — 79-й розіграш кубкового футбольного турніру на Кіпрі. Титул здобув Анортосіс.

## Календар
| Раунд            | Дата                           | Матчі | Клуби   |
| ---------------- | ------------------------------ | ----- | ------- |
| Перший раунд     | 16 вересня - 21 жовтня 2020    | 11    | 27 → 16 |
| Перехідний раунд | 28 жовтня 2020                 | 1     | 16 → 15 |
| Другий раунд     | 28 жовтня 2020 - 20 січня 2021 | 7     | 15 → 8  |
| 1/4 фіналу       | 24 лютого - 17 березня 2021    | 8     | 8 → 4   |
| 1/2 фіналу       | 14-21 квітня 2021              | 4     | 4 → 2   |
| Фінал            | 15 травня 2021                 | 1     | 2 → 1   |

## Перший раунд
| Команда 1            | Рахунок | Команда 2                   |
| -------------------- | ------- | --------------------------- |
| 16 вересня 2020      |         |                             |
| Неа Саламіна         | 4:1     | Ахіронас (2)                |
| Карміотісса          | 4:0     | Енозіс Неон (Лакатамія) (2) |
| ПАЕЕК (2)            | 2:1     | Докса                       |
| АЕЛ                  | 5:0     | Омонія (Псевда) (2)         |
| Ая-Напа (2)          | 1:5     | Пафос                       |
| 23 вересня 2020      |         |                             |
| Ерміс                | 3:0     | Акрітас (2)                 |
| Куріс Еріміс (2)     | 0:11    | АЕК (Ларнака)               |
| Олімпіакос (Нікосія) | 4:0     | Ксілотімбу (2)              |
| 8 жовтня 2020        |         |                             |
| Алкі Орокліні (2)    | 4:0     | Дігеніс (Іпсонас) (2)       |
| Дігеніс Акрітас (2)  | 1:3     | Онісілос (2)                |
| 21 жовтня 2020       |         |                             |
| Аріс (2)             | 1:4     | Етнікос (Ахна)              |

## Перехідний раунд
| Команда 1      | Рахунок | Команда 2 |
| -------------- | ------- | --------- |
| 28 жовтня 2020 |         |           |
| ПАЕЕК (2)      | 0:4     | АПОЕЛ     |

## Другий раунд
| Команда 1             | Рахунок | Команда 2            |
| --------------------- | ------- | -------------------- |
| 28 жовтня 2020        |         |                      |
| Онісілос (2)          | 0:2     | Карміотісса          |
| 4 листопада 2020      |         |                      |
| Енозіс Неон Паралімні | 0:2     | Олімпіакос (Нікосія) |
| Анортосіс             | 1:0     | Пафос                |
| 25 листопада 2020     |         |                      |
| Ерміс                 | 1:2     | Неа Саламіна         |
| АЕК (Ларнака)         | 0:2     | АЕЛ                  |
| 16 грудня 2020        |         |                      |
| Алкі Орокліні (2)     | 1:2     | Етнікос (Ахна)       |
| 20 січня 2021         |         |                      |
| АПОЕЛ                 | 2:1     | Аполлон              |

## 1/4 фіналу
| Команда 1                 | Заг. | Команда 2            | 1-й матч | 2-й матч |
| ------------------------- | ---- | -------------------- | -------- | -------- |
| 24 лютого-10 березня 2021 |      |                      |          |          |
| Карміотісса               | 2:7  | Анортосіс            | 1:2      | 1:5      |
| АПОЕЛ                     | 2:1  | Омонія (Нікосія)     | 1:1      | 1:0      |
| 3/17 березня 2021         |      |                      |          |          |
| АЕЛ                       | 2:1  | Неа Саламіна         | 2:0      | 0:1      |
| Етнікос (Ахна)            | 1:2  | Олімпіакос (Нікосія) | 1:1      | 0:1      |

## 1/2 фіналу
| Команда 1            | Заг. | Команда 2 | 1-й матч | 2-й матч |
| -------------------- | ---- | --------- | -------- | -------- |
| 14-21 квітня 2021    |      |           |          |          |
| Анортосіс            | 4:1  | АПОЕЛ     | 1:0      | 3:1      |
| Олімпіакос (Нікосія) | 5:2  | АЕЛ       | 4:2      | 1:0      |

## Фінал
| 15 травня 2021 20:30 (EEST) |

| Анортосіс                     | 2:1 дч   | Олімпіакос (Нікосія) |
| ----------------------------- | -------- | -------------------- |
| К.Артіматас 59' Квілітая 110' | Протокол | Сарфо 61'            |

| ГСП, Нікосія Глядачів: 0 Арбітр: Овідіу Гацеган |